# Haworthia monticola
Haworthia monticola és una espècie de planta suculenta del gènere Haworthia i la subfamília de les asfodelòidies.

## Descripció
Haworthia monticola és una suculenta de fulles lanceolades allargades de 30 a 40, tenen les puntes incurvades i formen una roseta de 2 a 4 cm de diàmetre. El limbe foliar fa entre 2 a 6 cm de llarg. Sovint hi ha punts translúcids a la superfície de la fulla. Hi ha espines curtes a la vora de la fulla i la quilla foliar.
La inflorescència pot fer fins a 30 cm de llargada i consta de 15 a 20 flors blanques.

## Distribució i hàbitat
Haworthia monticola és comú a les províncies sud-africanes del Cap Occidental i del Cap Oriental.

## Taxonomia
Haworthia monticola va ser descrita per Henry Georges Fourcade i publicada a Transactions of the Royal Society of South Africa. 21: 78, a l'any 1932.
Etimologia
Haworthia: nom en honor del botànic britànic Adrian Hardy Haworth (1767-1833).
monticola: epítet llatí que significa "muntanya petita".
Varietats acceptades
- Haworthia monticola var. monticola (varietat tipus)
- Haworthia monticola var. asema M.B.Bayer[4]

Sinonímia
- Haworthia chloracantha var. monticola (Fourc.) Halda[5]